# Pachyteria samarahanensis
Pachyteria samarahanensis är en skalbaggsart som beskrevs av Fatimah Abang och Antonio Vives 2004. Pachyteria samarahanensis ingår i släktet Pachyteria och familjen långhorningar.
Artens utbredningsområde är Sarawak. Inga underarter finns listade i Catalogue of Life.